# La Lagunilla, Michoacán de Ocampo
La Lagunilla är en ort i Mexiko.   Den ligger i kommunen Tlalpujahua och delstaten Michoacán de Ocampo, i den sydöstra delen av landet, 120 km väster om huvudstaden Mexico City. La Lagunilla ligger 2 593 meter över havet och antalet invånare är 117.
Terrängen runt La Lagunilla är kuperad, och sluttar norrut. Runt La Lagunilla är det ganska tätbefolkat, med 179 invånare per kvadratkilometer. Närmaste större samhälle är El Oro de Hidalgo, 6,6 km öster om La Lagunilla. Trakten runt La Lagunilla består till största delen av jordbruksmark.